# Gnatholonche
Genre
Gnatholonche est un genre de collemboles de la famille des Neanuridae.

## Liste des espèces
Selon Checklist of the Collembola of the World (version du 15 octobre 2019) :
- Gnatholonche angularis (Salmon, 1944)
- Gnatholonche annapurnensis Cassagnau, 1984
- Gnatholonche anomala (Yosii, 1966)
- Gnatholonche coineaui Cassagnau, 1984
- Gnatholonche dentata Cassagnau, 1993
- Gnatholonche dobatensis Cassagnau, 1984
- Gnatholonche durrieui Cassagnau, 1984
- Gnatholonche elongata Cassagnau, 1984
- Gnatholonche ensifer Cassagnau, 1993
- Gnatholonche impariseta Cassagnau, 1993
- Gnatholonche intermedia (Imms, 1912)
- Gnatholonche jesti Cassagnau, 1984
- Gnatholonche lamjurica Cassagnau, 1993
- Gnatholonche limbu Cassagnau, 1984
- Gnatholonche lipaspis (Börner, 1906
- Gnatholonche mahabaratensis Cassagnau, 1984
- Gnatholonche marginata Cassagnau, 1984
- Gnatholonche montana (Handschin, 1929)
- Gnatholonche polychaetosa Cassagnau, 1984
- Gnatholonche prodoni Cassagnau, 1984
- Gnatholonche reducta Cassagnau, 1984
- Gnatholonche sarkimani Cassagnau, 1993
- Gnatholonche sensilla Salmon, 1948
- Gnatholonche setensis Cassagnau, 1993
- Gnatholonche sherpa Cassagnau, 1993

## Publication originale
- Börner, 1906 : Das System der Collembolen nebst Beschreibung neuer Collembolen des Hamburger Naturhistorischen Museums. Jahrbuch der Hamburgischen Wissenschaftlichen Anstalten, vol. 23, no 2, p. 147-186 (texte intégral).